# Palija
Palija (mađ. Nagypall) je selo u južnoj Mađarskoj.
Zauzima površinu od 7,13 km četvornih.

## Zemljopisni položaj
Nalazi se na 46°9' sjeverne zemljopisne širine i 18°27' istočne zemljopisne dužine, na istočnim obroncima Zenga. Pečvar je 2,5 km zapadno, Vakonja je 2 km sjeverno, a Bodica 5,5 km prema jugu. Kikoš je 4 km južno, a Jetinj 1,5 km sjeveroistočno.

## Upravna organizacija
Upravno pripada Pečvarskoj mikroregiji u Baranjskoj županiji. Poštanski broj je 7731.

## Promet
Palija se nalazi na željezničkoj prometnici Pečuh – Bacik. U selu je i željeznička postaja.

## Stanovništvo
Palija ima 444 stanovnika (2001.).
Selo je nekad imalo značajan broj Nijemaca. Mjesni Mađari su kalvinisti, a Nijemci su katolici. Po crkvenoj organizaciji, katolici pripadaju Pečvaru, a kalvinisti Vakonji.

## Vanjske poveznice
- (mađ.) Nagypall honlapja  Arhivirana inačica izvorne stranice od 10. prosinca 2009. (Wayback Machine)
- (mađ.) Nagypall a Vendégvárón[neaktivna poveznica]
- (mađ.) A Nagypalli Pincegaléria
- (mađ.) Németek Magyarországon
- Palija na fallingrain.com